# Putorana-fennsík
A Putorana-fennsík (oroszul: плато Путорана [plato Putorana]) középhegység jellegű, több mint 250 000 km² területű tájegység, fennsík Közép-Szibériában, a Tajmir-félszigettől délre, kevéssel az északi sarkkörön túl; a Közép-szibériai-fennsík északnyugati, legmagasabbra emelkedő része. Közigazgatásilag Oroszország Krasznojarszki határterületének Evenki- és Tajmiri Dolgan–Nyenyec járásához tartozik. A fennsíkon nincs sem épített út, sem állandó település.
Központi, érintetlen vidéke természetvédelmi terület, melyet  2010-ben felvettek az UNESCO Világörökség listájára. Területén vezet át a tajmiri rénszarvasok vonulási útja, és itt él a Föld egyik ritka emlősállata, a havasi- vagy szibériai juh putoranai alfaja.
A putorana jelentése jukagir nyelven: 'csúcsok nélküli hegyek', evenki nyelven: 'meredek partú tavak vidéke'.

## Fekvése, domborzata
A Putorana nagyjából négyzet- vagy kerekded alakú, bazaltból felépülő fennsík, melyet mélyen bevágódó folyóvölgyek szabdaltak fel. Nagyjából az északi sarkkör és az é. sz. 71° között, illetve a k. h. 89° és 101° között helyezkedik el. Területe több mint 250 000 km², legnagyobb kiterjedése észak–déli irányban körülbelül 650 km. Nyugaton a Jenyiszej völgye, északkeleten az Anabar-felföld, keleten a Kotuj-síkság határolja; északon meredeken ereszkedik le a Kelet-szibériai-alföld sík vidékére, délen viszont fokozatosan lejt és megy át a Közép-szibériai-felvidékhez tartozó Sziverma-felföld alacsonyabb térszíneibe.
A fennsík a Hatanga, a Pjaszina, az Alsó-Tunguszka és közvetlenül a Jenyiszej alsó szakaszának vízgyűjtő területén fekszik. Hegyeinek közepes magassága 900–1200 m. A hegytetők laposak, csak ritkán emelkedik ki belőlük egy-egy csúcs. Legmagasabb pontja, a Kameny (1701 m) és más hegycsúcsai – a Szotku-Ioje (1592), a Holokit (1542 m), a Kotuj-hegy (1528 m) –  vidékén erednek a plato legnagyobb folyói: a Kotuj, a Heta és a Kurejka. Innen a vízválasztók magassága minden irányban fokozatosan csökken, a völgyek sugarasan futnak szét. Több száz méter, néhol 1000–1200 méter mélyek, sok helyen hosszú kanyont alkotnak. A nyugati részek erősebben tagoltak, a síkság felé meredeken ereszkedő északi részeket azonban alig szabdalják völgyek, itt tómedencék sincsenek.

### Trapp

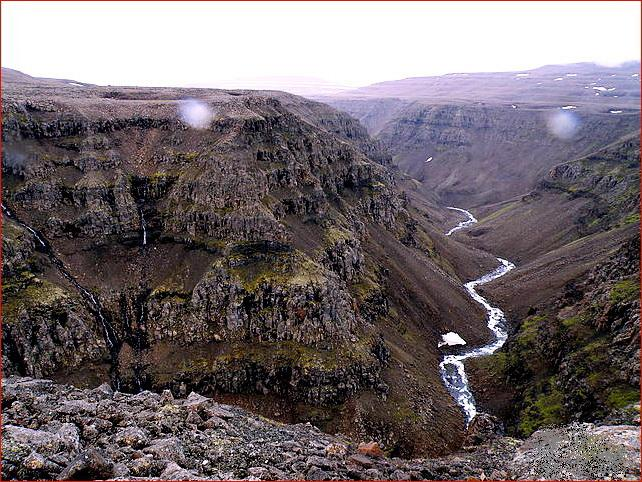
A Putorana-fennsík (helikopterről)

A Putorana domborzatának jellegzetessége a hegyoldalak lépcsőzetes formája (trapp), ami a kemény bazaltláva rétegek, valamint a puhább homokkő- és tufarétegek váltakozásából tevődik össze. A Putorana – a Dekkán-fennsíkkal együtt – a trapp megjelenésének egyik legszebb, klasszikus példája. (A trapp a svéd trappa szóból származik, jelentése 'lépcső'.)
A fennsíkot óidei üledékes kőzetek építik fel. Ezeket a kőzetrétegeket a perm és a triász időszakban a hatalmas méretű vulkanizmus vastag bazaltláva takaróval fedte be. A későbbi, főként a negyedkori szerkezeti mozgások következtében a térség jelentősen kiemelkedett. Az emelkedés hatására a domborzat átalakult, a folyók mélyen bevágódtak, és szabályos, kifelé tartó sugaras völgyhálózat jött létre.
A jégkorszakban a Putorana felszínét a jégtakaró erősen átformálta. A középső részeket, a vízválasztókat a vastag bazaltláva takaró megvédte a lepusztulástól, de a lejtőket a jégárak letarolták, a különböző keménységű kőzetrétegeken hatalmas lépcsőket alakítottak ki. 
A fennsík középső területeit borító bazalttakaró az 1500 m-es vastagságot is eléri. A meredek és lecsupaszított hegyoldalakon, ahol a bazaltláva a felszínre bukkan, a lépcsők jól megfigyelhetők. A nyugati, mélyen bevágott részeken akár 25–30 lépcső is látható, mindegyikük egy-egy lávafolyam maradványa.

### Ásványi kincsek
A térség legjelentősebb ismert ásványkincsei a színesfémércek. A platótól északnyugatra, Norilszk és Talnah környékén jelentős nikkel- és rézérc lelőhelyeket tártak fel, ugyanitt kobalt és platina is előfordul. A kitermelés napjainkban is folyik. Szintén Norilszkig érnek a délebbre óriási kiterjedésű tunguz-szénmedence északi nyúlványai. A Putorana északkeleti, keleti vidékei Szibéria legkevésbé felkutatott területei közé tartoznak.

## Vízrajz

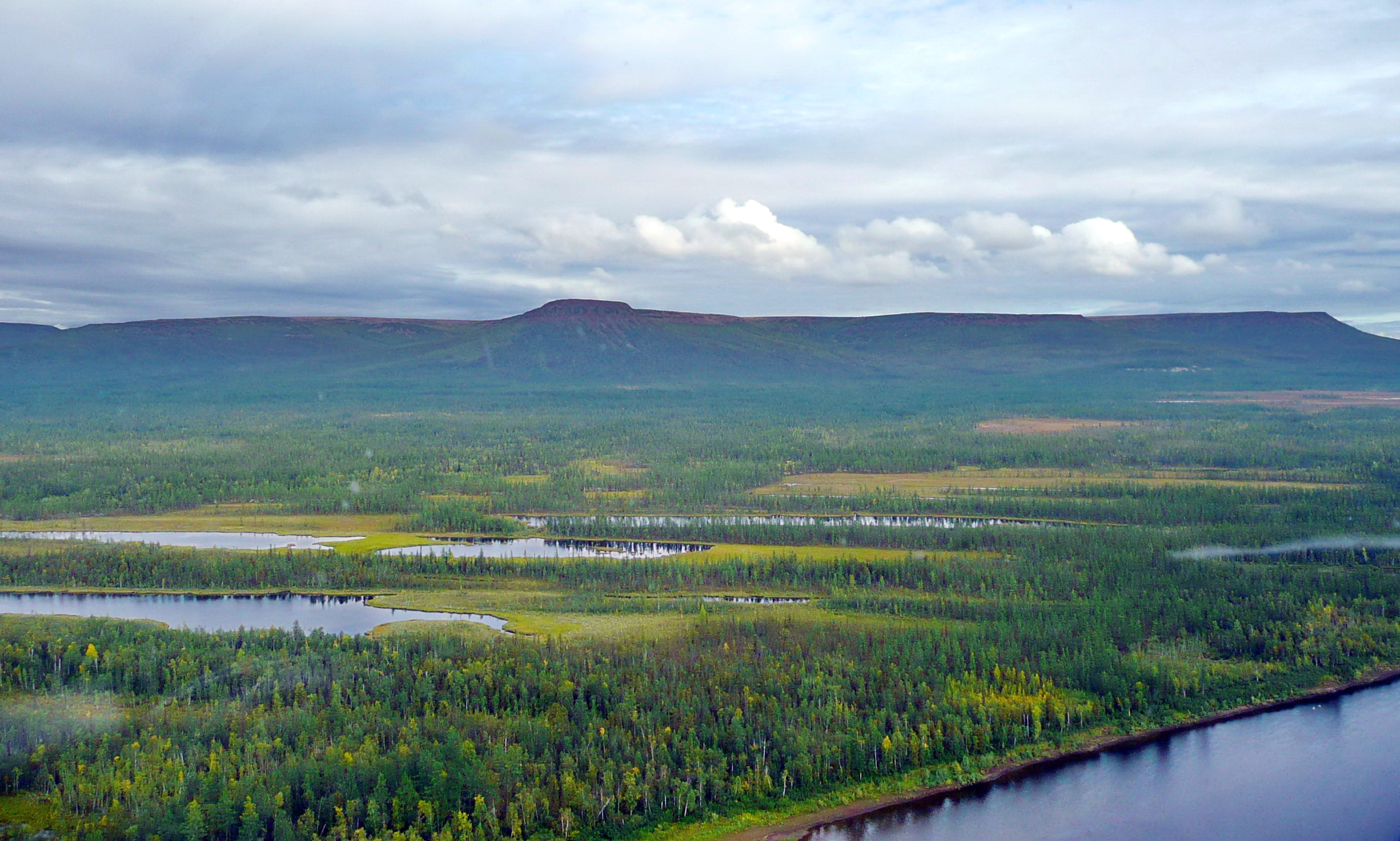
A Putorana-fennsík (helikopterről)

A Putorana mai gazdag folyó- és tórendszerét az egykori szerkezeti mozgások nyomán létrejött tektonikai repedések, majd a jégkorok gleccserei együtt alakították ki. A fennsíkról több irányban kifelé tartó folyók mélyen a hegyekbe vágódó, meredekfalú völgyekben folytatják útjukat. Az itt eredő legnagyobb folyók:
- Kurejka (888 km) – a Jenyiszej mellékfolyója.
- Kotuj (1409 km) és Heta (604 km; mellékfolyója, az Ajan forrásától 785 km) – a Hatanga forráságai.
- Kocse-Csum (a plato déli peremén ered, 733 km), Tutoncsana (459 km), Vivi (426 km) – az Alsó-Tunguszka mellékfolyói.

Mivel nincsenek túl magas hegycsúcsok, sem nagyobb gleccserek, a folyók tavaszi árvize viszonylag gyorsan levonul. Kisebb gleccserek csak északkeleten, keleten találhatók, de összterületük nem jelentős, alig 2,5 km². Nyáron a nagyobb esőzések hirtelen áradásokat indítanak el a folyókon, ezek pl. a Heta és a Kotuj vízszintjét akár 8–10 m-re is megemelik. 
A Putoranát – sok vízesése miatt – a vízesések hazájának is nevezik. Folyóin kb. 1500 vízesés van, a legváltozatosabbak a nehezen megközelíthető keleti tájakon. A legnagyobb, 108 m magas vízesés a Kanda-folyón található.

### Állóvizek
A fennsík területének közel 10%-át tavak foglalják el, számukat 25 ezerre becsülik. Jelentős részük jégvájta kárfülkéket kitöltő apró tengerszem, ún. kártó. Tizennyolc olyan tó van, melynek vízfelülete meghaladja a 100 km²-t. 
A folyók néhol keskeny, de hosszú tavakká szélesednek vagy ilyenekből erednek. Ezek a megnyúlt alakú, több tíz km hosszú fjordos tavak szintén a Putorana nevezetességei. Mélységük több ponton a 100-200 m-t is eléri. Tektonikai repedésekben keletkeztek, medencéjüket egykori gleccserek vájták, mélyítették ki, majd a jég visszahúzódása után víz töltötte ki. Ilyen az Ajan-tó, délen a Vivi-tó, vagy a Kurejkán az Anama- és a Gyupkun-tó. A legnagyobb fjordos tavak – mint a Nagy Hantaj-tó (80 km, legmélyebb pontja 420 m), a Lama (82 km, legmélyebb pontja legalább 300 m), a Keta (94 km, legmélyebb pontja 180 m) – a fennsík nyugati peremén jöttek létre, vizüket a hajdani gleccserek végmorénasáncai duzzasztották fel.
A Bajkált és a Tyeleckoje-tót leszámítva, itt koncentrálódnak Szibéria leghosszabb, legmélyebb állóvizei és legnagyobb édesvízkészletei.

## Éghajlat
A fennsík a szubarktikus éghajlati övben fekszik, éghajlata szélsőségesen kontinentális. Az évi hőmérséklet-különbség rendkívül nagy, az évi abszolút hőingadozás (abszolút hőmérsékletek közötti különbség) csaknem 100 °C fok. 
A tél hosszú és nagyon hideg, a sarki éjszaka 22 naptól 60 napig tart (északon természetesen hosszabb és hidegebb, mint délen). A nyár rövid, de viszonylag meleg. A januári középhőmérséklet -32–36 °C, a júliusi 8 –12 °C. Az ősz korán köszönt be, az első fagyok augusztus végén jelentkeznek.
A csapadék mennyisége évi átlagban 453 mm, de területi eloszlása nem egyenletes: nyugaton jóval több a csapadék, mint a szárazabb keleti részeken.
A legcsapadékosabb hónap az augusztus, a legkevesebb csapadék februárban hull. A hosszú télhez képest a hótakaró nem túl vastag és június közepe tájára olvad el teljesen. A tavakat borító jégpáncél június végén, július elején tűnik el.

## Világörökségi rész: aPutorana természetvédelmi terület
A fennsík központi, gazdasági tevékenységtől érintetlen részét 1988 végén természetvédelmi területté (zapovednyik) nyilvánították. Ugyanezt a területrészt 2010 júliusában Putorana-fennsík néven felvettek a világörökség természeti helyszíneinek listájára. Szélső pontjainak koordinátái:
- északon: 69°53′ (é.), 93°28′ (k.);
- délen: 68°24′ (é.), 94°05′ (k.);
- nyugaton: 69°00′ (é.), 91°45′ (k.);
- keleten: 68°42′ (é.), 96°38′ (k.).

Területe 1 887 251 ha, a védőzónáé 1 773 300 ha. Ez Oroszország egyik legnagyobb természetvédelmi területe, igazgatási központja Norilszk városban van.  
A védett terület az északi sarkkörtől mintegy száz kilométerre északra fekszik. A Putorana középső részén fekvő, 55 km hosszú Ajan-tó vízgyűjtő területét, a Kutaramakan-tó keleti részét és a Kotuj folyó felső szakaszának vidékét foglalja magában. Határvonala délen a Kurejka folyó és a Gyupkun-tó, északkeleten a Holokit és a Dakit folyó vízválasztója.

## Élővilág

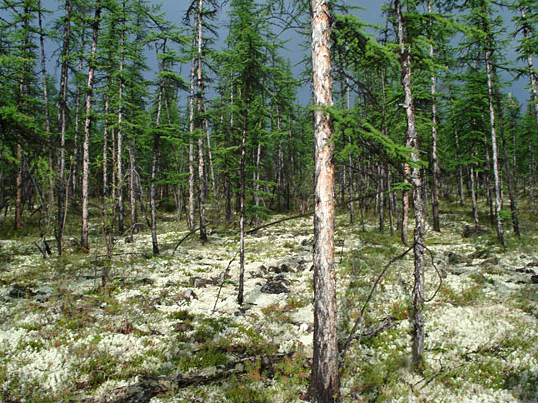
Dauriai fenyő-erdő a Kocse-Csum folyó vidékén, kb. a fennsík déli peremén

Az elszigetelt hegyvidék szubarktikus és arktikus ökológiai rendszere – tajga, erdős tundra, tundra, arktikus puszták (tundra sztyepp), a hegyi tavak és -folyók rendszere – itt változatlan formában maradt fenn. Az élővilág jellegét a földrajzi helyzet mellett az éghajlat és a domborzat határozza meg, és jól érvényesül a növényzet függőleges övezetessége.
Az alacsonyabban fekvő területek természetes növénytakarója a tűlevelű erdő, a tajga; északon az erdős tundra. A csapadékos nyugati lejtők örökzöld fenyőféléit keletebbre mindenütt felváltja és uralkodóvá válik az ún. északi- vagy világos-tajga, melynek fő erdőalkotói a hideget jól tűrő vörösfenyők: a szibériai vörösfenyő (Larix sibirica) és a dauriai vörösfenyő (Larix gmelinii), ezek gyakran nyírrel keverednek. A tajga délen 500–600 m, északon csak 300–350 m magasságig hatol fel, innen vegyes ritkaerdőkbe, hegyi bokros-tundrába megy át. 800–900 m-től a hegyi zuzmós-, illetve mohos-tundrán már csak virágtalan növények élnek, a tetőkön pedig köves-tundra az uralkodó. 
A zord természeti feltételek (hosszú hideg tél, hegyes vidék) ellenére az emlősök fajgazdagsága meglepően nagy. A védett területen és környezetében 34 féle emlősállatot jegyeztek fel, 80%-uk ragadozó, rovarevő és rágcsáló. Itt vonulnak és telelnek át a vadon élő rénszarvasok hatalmas csordái. A tajmiri rénszarvas populációja több százezer egyedből áll, csordáikat a nyomukban járó farkasok ritkítják, megakadályozva ezzel túlszaporodásukat. Az itteni farkasok zsákmányállata egy másik ragadozó is: a hiúz. A Putorana állatvilágának egyik jellemzője a ragadozók nagy száma, általánosan elterjedt a barna medve és a rozsomák. 
Gyakori a hermelin, az alacsonyabb területek erdeiben pedig a jávorszarvas. Ez a vidék az egyetlen élőhelye a putoranai havasi- vagy szibériai juhnak (Ovis nivicola borealis), mely mintegy 15 ezer évvel ezelőtt szakadt el fő populációjától és ma már külön alfajt képvisel. 
A természetvédelmi területen közel 140 madárfajt tartanak nyilván. Többségük itt is fészkel, köztük két ritka ragadozómadár, a fehérfarkú rétisas (Haliaetus albicilla) és az északi sólyom (Falco rusticolus). Az oroszországi Vörös Könyvben szintén szereplő kis lilik (Anser erythropus) különösen nagy számban található a területen. A rengeteg kisebb-nagyobb tó kitűnő pihenőhelyül szolgál a sokféle költözőmadár számára.
A védett terület és védőzónája folyó- és állóvizeiben 13 családba tartozó mintegy 40 féle halfajt és -alfajt figyeltek meg; köztük számos még kevéssé ismert endémikust, a lazacfélék közül például: 
- Salvelinus taimyricus, Salvelinus boganidae
- Coregonus muksun, Coregonus lavaretus pidschian (szibériai maréna)
- Thymallus arcticus (szibériai vagy sarki pér)